# جیووانی سروونه
جیووانی سروونه (انگلیسی: Giovanni Cervone؛ زادهٔ ۱۶ نوامبر ۱۹۶۲) بازیکن فوتبال اهل ایتالیا است.
از باشگاه‌هایی که در آن بازی کرده‌است می‌توان به باشگاه فوتبال هلاس ورونا، باشگاه فوتبال پارما، باشگاه فوتبال آ.اس. رم، باشگاه فوتبال برشا، باشگاه فوتبال جنوآ، باشگاه فوتبال یووه استابیا، و باشگاه فوتبال آولینو اشاره کرد.